# Registro Nacional de Vehículos
El Registro Nacional de Vehículos, conocido por el acrónimo RENAVE, fue un instrumento a cargo del gobierno de México, creado bajo la presidencia de Ernesto Zedillo Ponce de León, mediante la llamada "Ley del Registro Nacional de Vehículos". Dicha medida fue aprobada por la Cámara de Diputados el 3 de junio de 1998 y debería iniciar el 15 del mismo mes con fecha límite el 31 de diciembre de 2000 y estaría a cargo de la Secretaría de Comercio y Fomento Industrial.

## Propósito
Según fuentes del gobierno nacional el Renave tendría una base de datos (propiedad del gobierno federal) que contuviera las características físicas y legales de cada vehículo que fuera fabricado, importado o en circulación dentro del territorio mexicano a fin de contener la desmedida importación de automóviles y/o el robo de los mismos. Por otro lado iban estar exentos del registro vehículos nacionales para su exportación, de uso del gobierno federal (ejército, fuerza aérea y marina), para uso agrícola y extranjeros sin importación legal.
Las autoridades fiscales deberían exigir la inscripción de cada vehículo al momento del pago los impuestos federales relacionados con este. El público podría hacer uso de dicha información siguiendo determinado protocolo y tendría un nivel de acceso establecido por el gobierno.

## Inscripción
Para ello, el interesado debería entregar documentación relacionada con el vehículo y su persona (como la factura, tarjeta de circulación e identificación) e informaciones adicionales tales como fueron los números de identificación del vehículo, motor y serie, características esenciales de la unidad y datos del propietario. De igual forma el propietario estaba obligado a reportar su cambio de domicilio, robo, cambio de placas de circulación, baja temporal o pérdida de documentos de su unidad. Cabe mencionar que anteriormente hubo un Registro Federal de Automóviles que desapareció a finales de 1980 por razones de corrupción y malos manejos.
Para ello se abrieron diversos centros de trámite en todo el territorio nacional en las distribuidoras de vehículos, instituciones bancarias y entidades públicas a fin de realizar dicha operación so pena de multa de hasta 1,000 días de salario mínimo.

## Organización y funciones del Registro Nacional de Vehículos
- Estructura jerárquica: el Registro Nacional de Vehículos tiene una estructura jerárquica bien definida, con diferentes departamentos y áreas que se encargan de realizar funciones específicas. Por ejemplo, puede haber un departamento encargado de la emisión de certificados, otro encargado de la administración de registros y un tercero encargado de la verificación de la documentación.
- Responsabilidades: cada departamento o área del Registro Nacional de Vehículos tiene responsabilidades específicas que cumplir. Por ejemplo, el departamento encargado de la emisión de certificados puede estar a cargo de verificar la identidad del propietario del vehículo y de garantizar que la documentación esté en regla antes de emitir un certificado.
- Personal: el Registro Nacional de Vehículos emplea a un número determinado de personas para realizar sus funciones. Estos empleados pueden tener diferentes niveles educativos, áreas de especialización y experiencia laboral, y se les puede capacitar de manera regular para asegurarse de que estén al tanto de las últimas regulaciones y tecnologías.
- Tecnología: el Registro Nacional de Vehículos utiliza diferentes sistemas tecnológicos para gestionar sus registros, realizar verificaciones y emitir certificados. Estos sistemas pueden incluir bases de datos, software de gestión de registros y herramientas de verificación automatizadas. La implementación de tecnología puede ayudar a mejorar la eficiencia y la precisión en el registro y seguimiento de los vehículos.
- Relación con otras entidades: el Registro Nacional de Vehículos trabaja en coordinación con otras entidades gubernamentales y privadas para cumplir sus funciones. Por ejemplo, puede trabajar en estrecha colaboración con la policía de tránsito para identificar y detener vehículos robados o sospechosos. También puede colaborar con el Ministerio de Transporte, REPUVE[5] y con compañías aseguradoras para mejorar la seguridad en las carreteras.
- Procesos internos: los empleados del Registro Nacional de Vehículos siguen diferentes procesos internos para cumplir con sus funciones. Estos procesos pueden incluir la verificación de la documentación, la emisión de certificados y la administración de los procesos de actualización y cancelación de registros. La implementación de procesos eficientes y claros puede ayudar a garantizar que los registros sean precisos y estén actualizados.
- Mejoras y actualizaciones: el Registro Nacional de Vehículos puede realizar mejoras y actualizaciones a lo largo del tiempo para mejorar su eficiencia y efectividad. Por ejemplo, puede implementar nuevas tecnologías, crear nuevos departamentos o áreas, o mejorar los procesos internos. Estas mejoras pueden ayudar a garantizar que el registro cumpla con los estándares de calidad y que los registros sean precisos y actualizados.

## Desaparición
En 2000 es arrestado en Cancún, Quintana Roo, México, Ricardo Miguel Cavallo, poderoso empresario y director del Renave, acusado de fraude, malversación y venta ilegal de automóviles; posteriormente se reveló que su verdadera identidad era la de Miguel Ángel Cavallo alias "Serpico", quien fue teniente de la Armada durante la dictadura militar de 1976-1983 en Argentina y que estuvo acusado de diversos crímenes (genocidio, tortura y terrorismo) y fue puesto a disposición de un juez para ser extraditado a solicitud de España. Dichos sucesos ocasionaron escándalo en diversos medios políticos e informativos mexicanos; esto llevó a cuestionar los motivos de la concesión del Renave, lo cual contribuyó a su desaparición.
Durante el proceso de desaparición, se designó como interventor al Ing. Erasmo Marín Córdova.